# Platydictya
Platydictya là một chi rêu trong họ Amblystegiaceae.